# Zaid Shakir

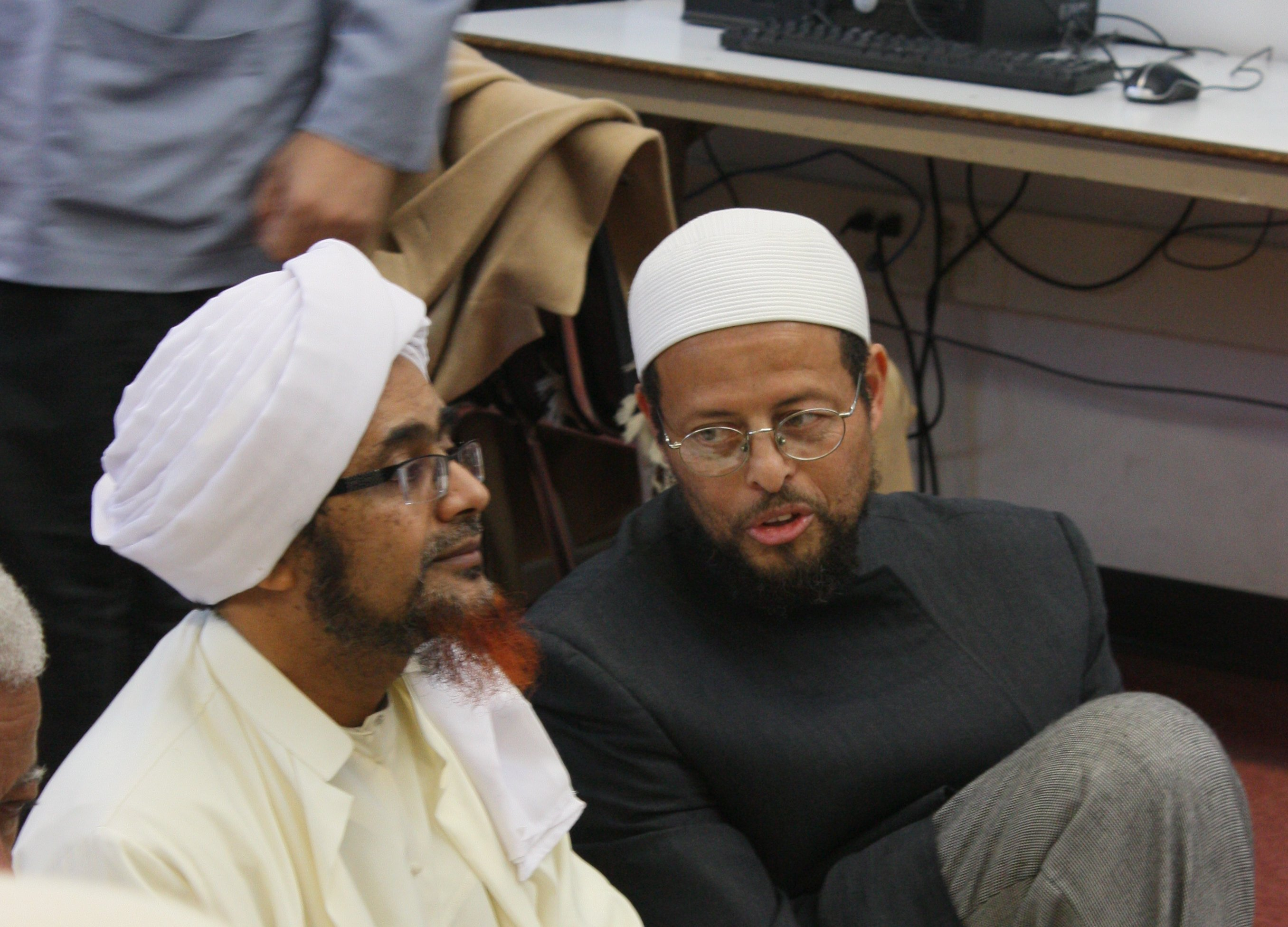
Imam Zaid Shakir (rechts) mit Habib Umar bin Hafiz, dem Gründer und Dekan des Dar al-Mustafa für Islamische Studien in Tarim

Imam Zaid Shakir ist ein US-amerikanischer islamischer Geistlicher. Er lehrt am Zaytuna College (früher Zaytuna Institute) in Kalifornien, USA, dessen Mitbegründer er ist. 2015 unterzeichnete er eine offizielle Absichtserklärung zwischen dem Zaytuna College und dem Hartford Seminary, einem theologischen Seminar in Hartford (Connecticut). In Connecticut gründete er eine Moschee, die Tri-State Muslim Education Initiative und das Connecticut Muslim Coordinating Committee.
Er war einer der 138 Unterzeichner des offenen Briefes Ein gemeinsames Wort zwischen Uns und Euch (engl. A Common Word Between Us & You), den Persönlichkeiten des Islam an „Führer christlicher Kirchen überall“ (engl. „Leaders of Christian Churches, everywhere …“) sandten (13. Oktober 2007).
2009 wurde er in der Liste der 500 einflussreichsten Muslime des Prinz-al-Walid-bin-Talal-Zentrums für moslemisch-christliche Verständigung der Georgetown University und des Royal Islamic Strategic Studies Centre von Jordanien aufgeführt.

## Werke (Auswahl)
- Scattered Pictures: Reflections of An American Muslim
- African Muslims in 20th century American history
- Where I'm Coming From: A Year In Review, 2010
- Agenda To Change Our Condition, mit Hamza Yusuf, 2007
- Scattered Pictures: A Reflection of An American Muslim, 2005